# Apuseni-Gebirge

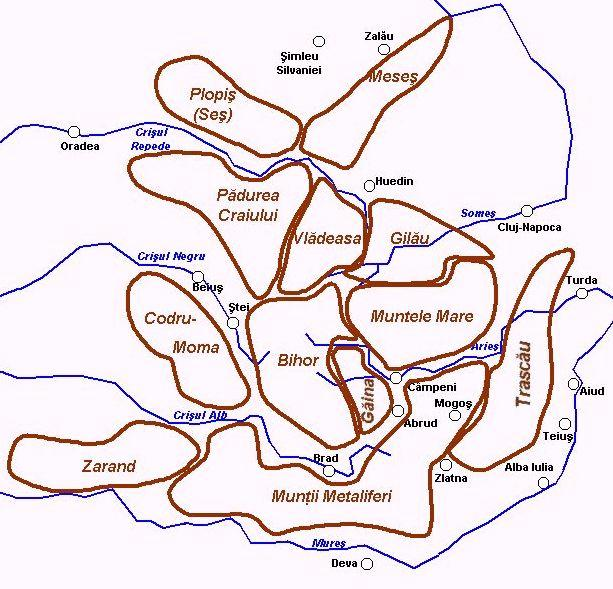
Gliederung der Apuseni-Teilgebirge

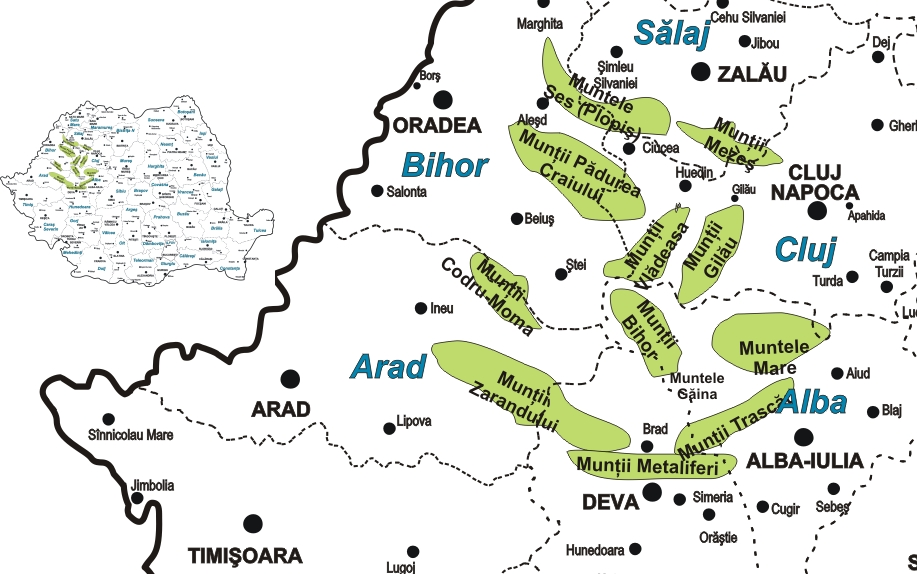
Apuseni-Gebirge

Das Apuseni-Gebirge (auch Apusen, Apuseni, Siebenbürger Westkarpaten, Siebenbürgisches Westgebirge oder auch nur Westgebirge, rumänisch Munții Apuseni) ist eine Gebirgsformation im Westen Rumäniens.
Es erreicht Gipfelhöhen von 1100 bis 1800 m und bildet den nördlichen Abschnitt der Westrumänischen Karpaten; letztere werden manchmal irreführend Rumänische Westkarpaten genannt.
Das Gebirge hat einen fast kreisförmigen Grundriss von 130 bis 150 km Durchmesser und wird durch die Flüsse Mureș (ungarisch Maros), Someș und Barcău begrenzt.
Morphologisch ist es eine eiförmige Gebirgsinsel, die durch niedrigere Hügellandschaften im Nordosten und Südwesten mit dem übrigen Karpatenbogen verbunden ist. Verwaltungsmäßig liegt es auf dem Gebiet der Kreise Arad, Bihor, Cluj, Alba und Hunedoara.
Die Berge bestehen überwiegend aus Kalkstein; daher ist eine Vielzahl von Höhlen (Peștera Urșilor, Peștera Meziad) und Schluchten (Cheile Turzii, Defileul Mureșului) vorhanden. Der höchste Gipfel (Cucurbăta Mare, auch Vârful Bihor im Bihor-Gebirge) liegt zentral und erreicht eine Höhe von 1.849 m.
Geografisch erfolgt die Unterteilung in Bihor-, Plopiș- (oder Seș-), Meseș-, Vlădeasa- und Gilău-Gebirge sowie Muntele Mare-, Trascău-, Metaliferi-, Munţii Zarandului- (Zarand-), Codru Moma- und Pădurea Craiului-Gebirge.
Die südlich des Mureș gelegenen Bergstöcke Almăj, Locva, Semenic, Anina und Dogneca gehören zum Banater Gebirge und damit – wie das Poiana-Ruscă-Gebirge – zu den Westrumänischen Karpaten, nicht aber zum Apuseni-Gebirge.
Die größten Flüsse sind: Someșul Mic, Crișul Repede (deutsch Schnelle Kreisch), Crișul Alb und Crișul Negru (deutsch Weiße bzw. Schwarze Kreisch, ungarisch Körös) sowie Barcău, Arieș und Ampoi.
Passierbar ist das Apuseni über die Pässe Vălișoara Vântului, Vârtop und Vârfurile.

## Galerie

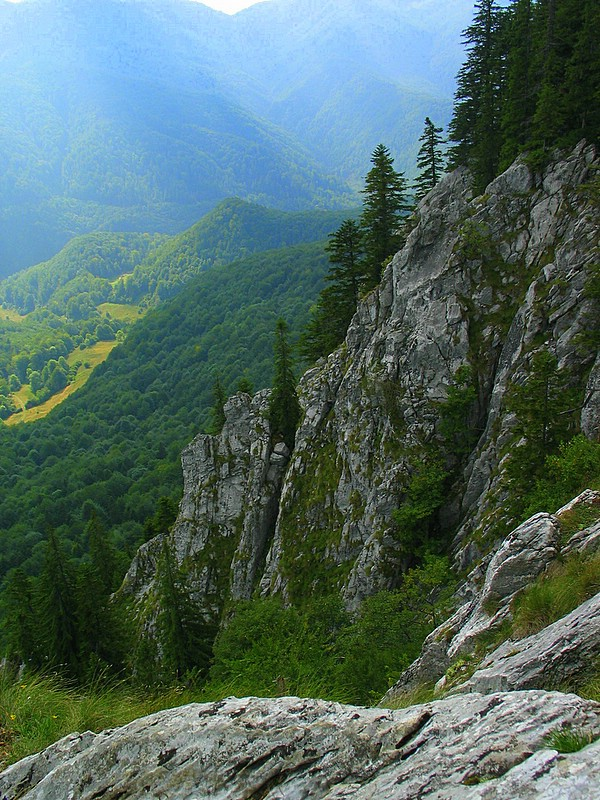
Im Bihor-Gebirge
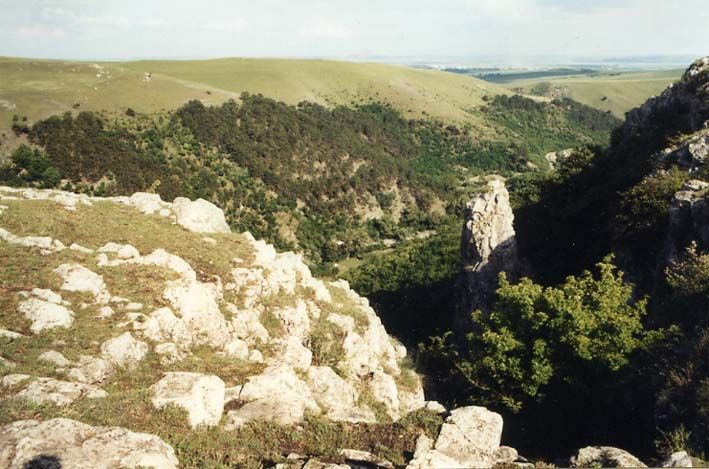
Talschlucht Cheile Turului
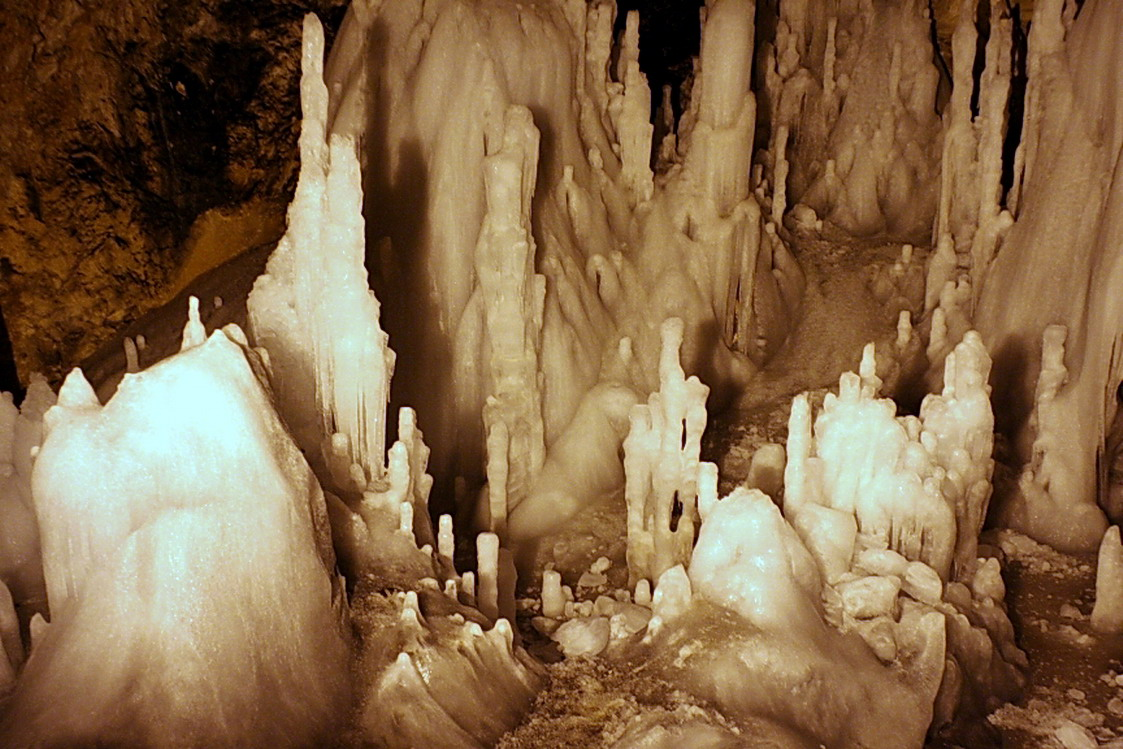
Eishöhle Scărişoara im Bihor-Gebirge
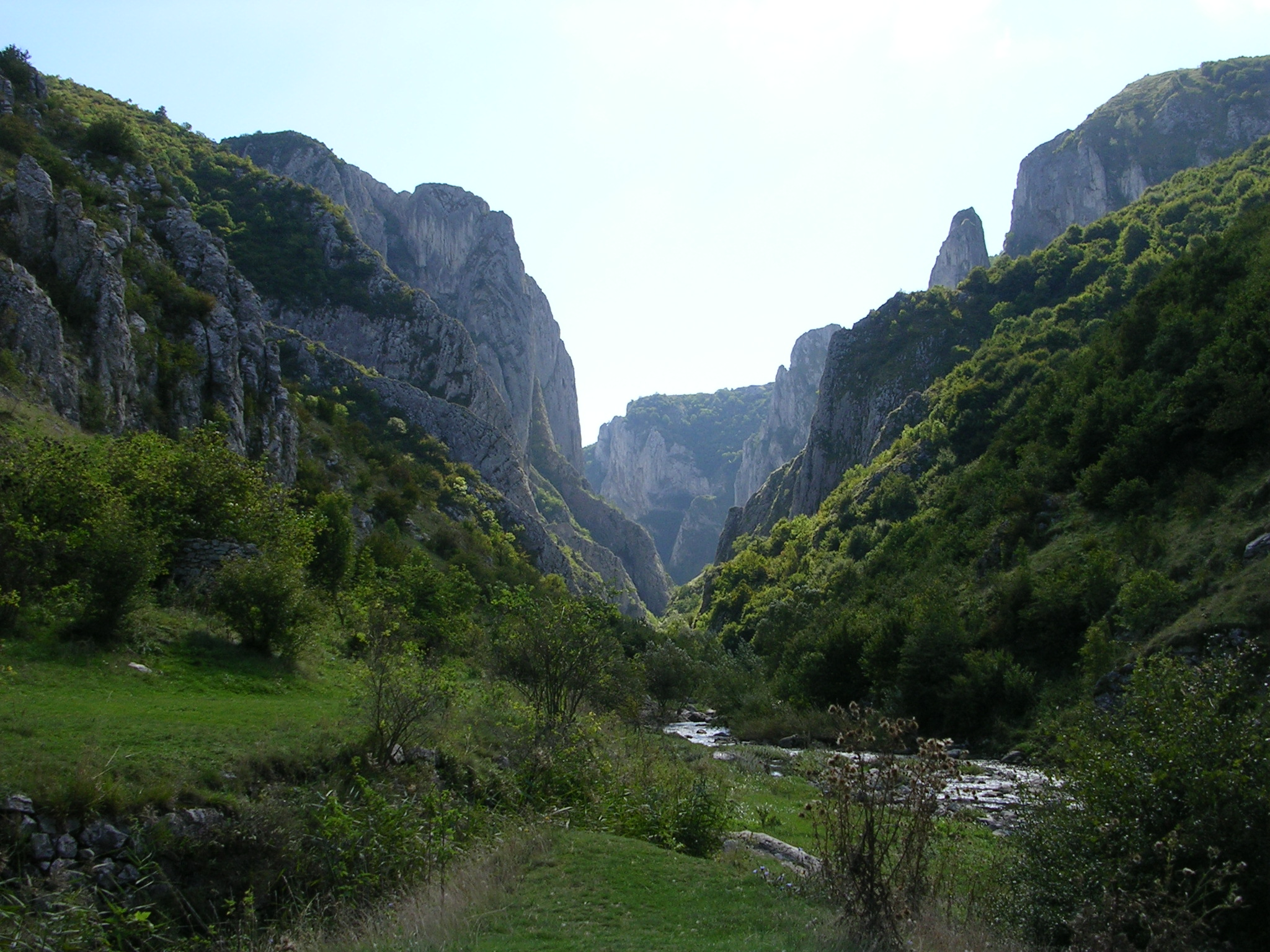
Talschlucht Cheile Turzii
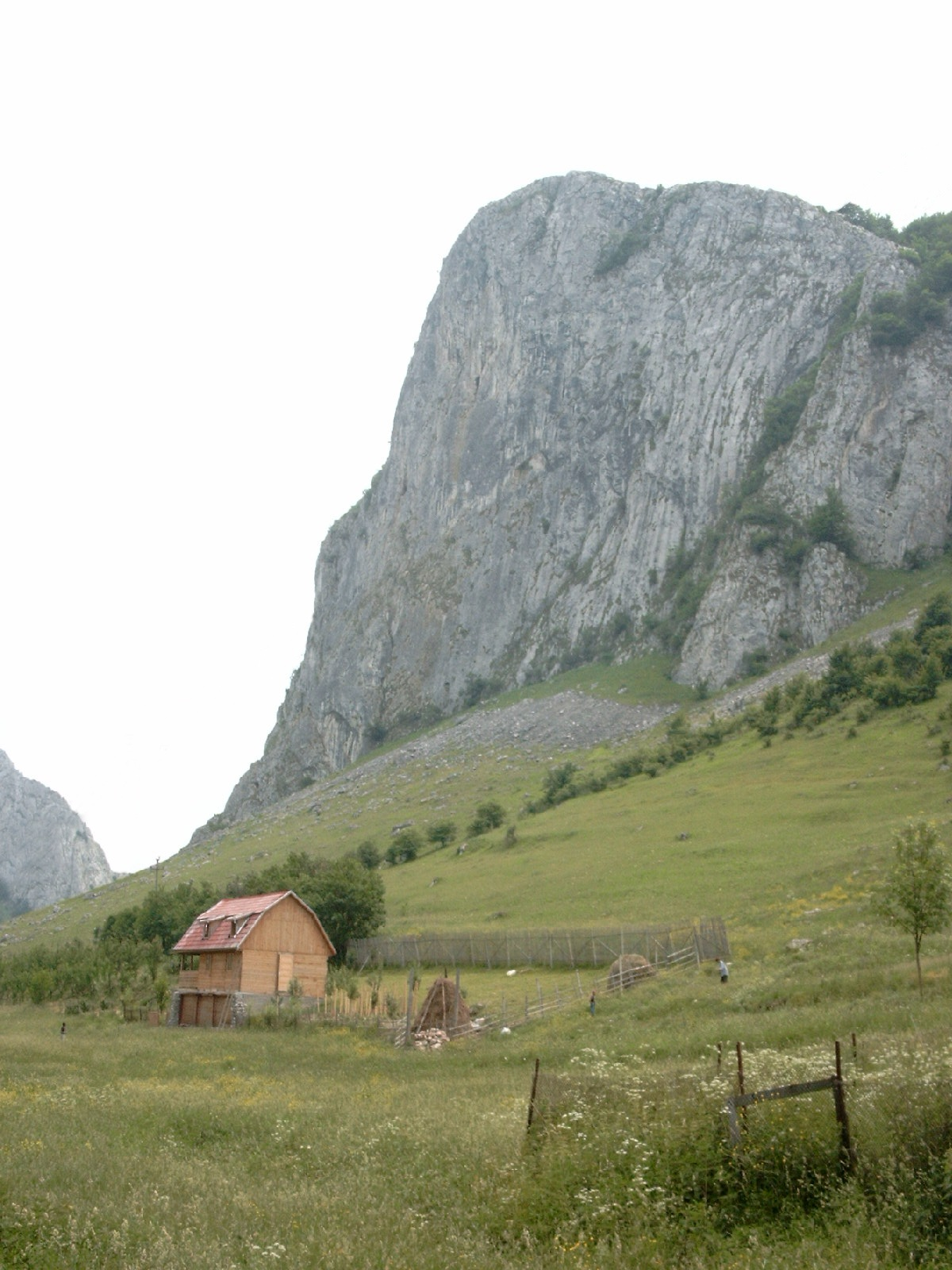
Im Trascău-Gebirge